# William Thoms
Pour les articles homonymes, voir Thoms.
William David Thoms (né le 5 mars 1910 à Newmarket, dans la province de l'Ontario au Canada — mort le 26 décembre 1964 à Toronto, dans la province de l'Ontario au Canada) est un joueur professionnel canadien de hockey sur glace qui évoluait en position de centre.

## Biographie
Après avoir évolué en junior et sénior avec plusieurs équipes de Toronto, Bill Thoms fait ses débuts professionnels en 1931-1932 avec les Stars de Syracuse de la Ligue internationale de hockey. Au cours de la saison qui suit, il est échangé aux Maple Leafs de Toronto de la Ligue nationale de hockey (LNH) en retour de Harold Darragh. Il joue six saisons avec la franchise de l'Ontario, évoluant généralement sur la même ligne que Hec Kilrea, Frank Finnigan, Buzz Boll et Pep Kelly. En février 1934, il prend part avec Toronto au Match des étoiles organisé au profit d'Ace Bailey, victime d'une blessure grave mettant fin à sa  carrière. Bien que considéré comme étant essentiellement un créateur de jeu, Thoms termine en 1935-1936 meilleur buteur de la ligue avec 23 réalisations, à égalité avec son coéquipier Charlie Conacher, lui valant une nomination dans la seconde équipe d'étoiles de la saison,. En décembre 1938, il est cédé aux Black Hawks de Chicago en retour de Doc Romnes. Il joue six ans avec sa nouvelle équipe dont il est le meilleur pointeur en 1941-1942 avec un total de 45 points inscrits. Au cours de la saison 1944-1945, il est envoyé aux Bruins de Boston puis se retire à l'issue de l'exercice. Dans les années qui suivent, il continue de jouer en amateur et devient le temps d'une saison l'entraîneur-chef des Marlboros de Toronto de l'Association de hockey de l'Ontario.
Il décède le 26 décembre 1964..

## Statistiques
| Saison     | Équipe                    | Ligue          |     | Saison régulière | Saison régulière | Saison régulière | Saison régulière | Saison régulière |   | Séries éliminatoires | Séries éliminatoires | Séries éliminatoires | Séries éliminatoires | Séries éliminatoires |
| Saison     | Équipe                    | Ligue          | PJ  | B                | A                | Pts              | Pun              | PJ               | B | A                    | Pts                  | Pun                  |                      |                      |
| 1929-1930  | Nationals de West Toronto | AHO            | 7   | 7                | 13               | 20               | 6                | 2                | 0 | 0                    | 0                    | 0                    |                      |                      |
| 1930       | Nationals de West Toronto | Coupe Memorial | -   | -                | -                | -                | -                | 9                | 9 | 5                    | 14                   | 10                   |                      |                      |
| 1930-1931  | Marlboros de Toronto      | AHO            | 10  | 11               | 2                | 13               | 4                | 3                | 0 | 0                    | 0                    | 2                    |                      |                      |
| 1930-1931  | Eaton's de Toronto        | TMHL           | 15  | 11               | 7                | 18               | 0                | 6                | 0 | 4                    | 4                    | 0                    |                      |                      |
| 1931-1932  | Marlboros de Toronto      | AHO            | 20  | 16               | 6                | 22               | 26               | 2                | 1 | 0                    | 1                    | 0                    |                      |                      |
| 1931-1932  | Stars de Syracuse         | LIH            | 12  | 2                | 4                | 6                | 2                | -                | - | -                    | -                    | -                    |                      |                      |
| 1931-1932  | Eaton's de Toronto        | TMHL           | 6   | 4                | 4                | 8                | 0                | 2                | 4 | 1                    | 5                    | 0                    |                      |                      |
| 1932-1933  | Stars de Syracuse         | LIH            | 20  | 7                | 7                | 14               | 18               | -                | - | -                    | -                    | -                    |                      |                      |
| 1932-1933  | Marlboros de Toronto      | AHO-Sr.        | 1   | 0                | 0                | 0                | 0                | -                | - | -                    | -                    | -                    |                      |                      |
| 1932-1933  | Maple Leafs de Toronto    | LNH            | 29  | 3                | 9                | 12               | 15               | 9                | 1 | 1                    | 2                    | 4                    |                      |                      |
| 1933-1934  | Maple Leafs de Toronto    | LNH            | 47  | 8                | 18               | 26               | 24               | 5                | 0 | 2                    | 2                    | 0                    |                      |                      |
| 1934-1935  | Maple Leafs de Toronto    | LNH            | 47  | 9                | 13               | 22               | 15               | 7                | 2 | 0                    | 2                    | 0                    |                      |                      |
| 1935-1936  | Maple Leafs de Toronto    | LNH            | 48  | 23               | 15               | 38               | 29               | 9                | 3 | 5                    | 8                    | 0                    |                      |                      |
| 1936-1937  | Maple Leafs de Toronto    | LNH            | 48  | 10               | 9                | 19               | 14               | 2                | 0 | 0                    | 0                    | 0                    |                      |                      |
| 1937-1938  | Maple Leafs de Toronto    | LNH            | 48  | 14               | 24               | 38               | 14               | 7                | 0 | 1                    | 1                    | 0                    |                      |                      |
| 1938-1939  | Maple Leafs de Toronto    | LNH            | 12  | 1                | 4                | 5                | 4                | -                | - | -                    | -                    | -                    |                      |                      |
| 1938-1939  | Black Hawks de Chicago    | LNH            | 36  | 6                | 11               | 17               | 16               | -                | - | -                    | -                    | -                    |                      |                      |
| 1939-1940  | Black Hawks de Chicago    | LNH            | 47  | 9                | 13               | 22               | 2                | 1                | 0 | 0                    | 0                    | 0                    |                      |                      |
| 1940-1941  | Black Hawks de Chicago    | LNH            | 47  | 13               | 19               | 32               | 4                | -                | - | -                    | -                    | -                    |                      |                      |
| 1941-1942  | Black Hawks de Chicago    | LNH            | 47  | 15               | 30               | 45               | 4                | 3                | 0 | 1                    | 1                    | 0                    |                      |                      |
| 1942-1943  | Black Hawks de Chicago    | LNH            | 47  | 15               | 28               | 43               | 3                | -                | - | -                    | -                    | -                    |                      |                      |
| 1943-1944  | Black Hawks de Chicago    | LNH            | 7   | 3                | 5                | 8                | 2                | -                | - | -                    | -                    | -                    |                      |                      |
| 1944-1945  | Black Hawks de Chicago    | LNH            | 21  | 2                | 6                | 8                | 8                | -                | - | -                    | -                    | -                    |                      |                      |
| 1944-1945  | Bruins de Boston          | LNH            | 17  | 4                | 2                | 6                | 0                | 1                | 0 | 0                    | 0                    | 2                    |                      |                      |
| 1947-1948  | Maher Jewels de Toronto   | TIHL           | 26  | 4                | 16               | 20               | 10               | 3                | 2 | 0                    | 2                    | 7                    |                      |                      |
| Totaux LNH | Totaux LNH                | Totaux LNH     | 548 | 135              | 206              | 341              | 154              | 44               | 6 | 10                   | 16                   | 6                    |                      |                      |

## Trophées et honneurs personnels
- 1933-1934 : Match des étoiles de la LNH
- 1935-1936 :
  - meilleur buteur de la LNH, à égalité avec Charlie Conacher
  - seconde équipe d'étoiles de la LNH